# پائولین نویل-جونز
پائولین نویل-جونز (انگلیسی: Pauline Neville-Jones, Baroness Neville-Jones؛ زادهٔ ۲ نوامبر ۱۹۳۹) سیاست‌مدار اهل بریتانیا است.
وی همچنین برندهٔ جوایزی همچون ۱۰۰ زن بی‌بی‌سی شده‌است.